# باشگاه فوتبال رودش
باشگاه فوتبال رودش (انگلیسی: Football Club Rudeš) یک باشگاه فوتبال کروات است که در شهر رودش، در نزدیکی زاگرب قرار دارد.

## تاریخچه
رودش که در بیشتر تاریخ خود یک باشگاه لیگ پایین‌تر بود، در سال ۲۰۰۹ به لیگ دوم فوتبال کرواسی صعود کرد، جایی که به سرعت خود را به عنوان یکی از باثبات‌ترین باشگاه‌ها و یک رده‌بندی منظم جدول بالا معرفی کرد. در فصل ۱۷–۲۰۱۶، رودش عنوان قهرمانی را به دست آورد و به لیگ اول فوتبال کرواسی برای فصل ۱۸–۲۰۱۷ صعود کرد.
در ماه مه ۲۰۱۷، رودش قرارداد شراکتی ده ساله با باشگاه اسپانیایی دپورتیوو آلاوز امضا کرد که رودش به عنوان یک باشگاه تغذیه فعالیت می‌کرد. اما این قرارداد پس از سال اول فسخ شد.